# Zvonice (Kvílice)
Dřevěná zvonice ze 16. století stojí v katastrálním území obce Kvílice v okrese Kladno. V roce 1967 byla zapsána do Ústředního seznamu kulturních památek České republiky a je součásti souboru chráněných památek kostela svatého Víta a pozemků s ohradní zdí.

## Historie
Zvonice stojí nedaleko kostela svatého Jiří v severozápadním rohu hřbitova. Pozdně gotická stavba ze 16. století byla upravována v roce 1663. Ze tří původních zvonů se dochoval pouze jediný z roku 1613 od slánského zvonaře Senomatského ze Šternstatu. Zbývající dva zvony byly rekvírovány v době první světové války.

## Popis
Na zděné podezdívce na půdorysu pravidelného protáhlého šestiúhelníku je postavena dřevěná vzpěradlová konstrukce s otevřeným zvonovým patrem. Zdi podezdívky jsou tři metry vysoké, dlouhé sedm a pět metrů. Na podezdívce je položen z dubových trámů základní kříž krovu, který má čtyři příčné a jeden podélný vazný trám, který je na konci podepřený pilíři. V dlabech podélného trámu jsou postaveny nosné sloupy 8,4 m vysoké z obou stran podepřené dvojicemi dubových opor (vzpěr), krajní sloupy jsou ještě podepřeny postranními dvojicemi opor. Dřevěná stavba má tvar šestibokého komolého jehlanu, který je zakončen přesahující valbovou střechou posazenou na nosných sloupech. Zvonice je kryta šindelem. Na východní straně na kamennou podezdívku vede 15 schodů, z podezdívky vede dalších 11 schodů na plošinu, ze které se zvoní. 